# Wybory prezydenckie w Słowenii w 2017 roku
Wybory prezydenckie w Słowenii w 2017 roku zostały przeprowadzone w dniach 22 października 2017 (I tura) i 12 listopada (II tura). W pierwszej turze żaden z 9 kandydatów nie uzyskał wymaganej większości. W II turze wyborów, 12 listopada, zmierzyli się Borut Pahor i Marjan Šarec.

## Kandydaci

### Borut Pahor
Urzędujący prezydent Borut Pahor 21 grudnia 2016 ogłosił zamiar ubiegania się o reelekcję. 18 czerwca 2017 oświadczył, że w wyborach prezydenckich zamierza wystartować jako kandydat niezależny.

### Marjan Šarec
Marjan Šarec, burmistrz miasta Kamnik w maju 2017 ogłosił swoją kandydaturę. Šarec pod swoją kandydaturą zebrał wymagane 3000 podpisów.

### Ljudmila Novak
Na początku sierpnia Ljudmila Novak z Nowej Słowenii (NSi) ogłosiła swoją kandydaturę jako pierwszy kandydat popierany przez dużą partię polityczną. 8 września Novak oficjalnie zarejestrowała swoją kandydaturę.

### Maja Makovec Brenčič
We wrześniu Partia Nowoczesnego Centrum (SMC) ogłosiła, że ich kandydacką w wyborach będzie dr. Maja Makovec Brenčič, minister edukacji, nauki i sportu.

### Romana Tomc
9 września Słoweńska Partia Demokratyczna (SDS) ogłosiła, że jej kandydatką na urząd prezydenta została Romana Tomc, posłanka do Parlamentu Europejskiego.

### Boris Popovič
4 września Słowenia na Zawsze (SZV) wysunęła kandydaturę Borisa Popoviča, burmistrza miasta Koper w wyborach na prezydenta Słowenii

### Angelca Likovič
Emerytowana nauczycielka Angelca Likovič 5 września została kandydatką partii „Głos dla Dzieci i Rodzin” (GOD).

### Andrej Šiško
28 września Andrej Šiško został kandydatem Ruchu Zjednoczonego Królestwa Słowenii (ZSi).

### Suzana Lara Krause
Słoweńska Partia Ludowa (SLS) 30 sierpnia ogłosiła, że ich kandydatką została Suzana Lara Krause.

### Osoby, które wycofały się ze startu lub odmówiono im rejestracji
- Milan Jazbec, słoweński ambasador w Macedonii, ogłosił w kwietniu, że będzie niezależnym kandydatem[13]. Pod koniec kwietnia Jazbec oświadczył, że jego decyzja o starcie w wyborach zapadła po rozmowie ze słoweńskim mężem stanu  France Bučarem, że będzie aktywnie angażował się w politykę narodową[14]. Ostatecznie ze względu na brak poparcia, Jazbec we wrześniu wycofał swoją kandydaturę[15].
- Zamiar ubiegania się o urząd prezydenta ogłosili również: Milan Robič, Jožef Jarh, Ludvik Poljanec, Aleš Cepič, komik Žiga Papež, śpiewacy Damjan Murko i Dominik Kozarič, poeta, dramaturg i aktor Andrej Rozman – Roza[16] oraz socjologowie Luj Šproha przy poparciu Liberalnej Demokracji Słowenii (LDS)[17] i Valerija Korošec.

## Wyniki wyborów

### I runda
W I turze wyborów zwyciężył urzędujący prezydent Borut Pahor (Niezależny), który otrzymał 47,21% ważnie oddanych głosów. Najpoważniejszy rywal z którym zmierzy się w II turze zaplanowanej na 12 listopada Marjan Šarec uzyskał wynik 24,76%. Frekwencja wyniosła 44,24%.
|  | Kandydat                 | Partia                                | Głosy   | %     |  |
|  | ------------------------ | ------------------------------------- | ------- | ----- |  |
|  | Borut Pahor              | Niezależny                            | 355 177 | 47,21 |  |
|  | Marjan Šarec             | Lista Marjana Šareca                  | 186 235 | 24,76 |  |
|  |                          |                                       |         |       |  |
|  | Romana Tomc              | Słoweńska Partia Demokratyczna        | 102 925 | 13,68 |  |
|  | Ljudmila Novak           | Nowa Słowenia                         | 54 437  | 7,24  |  |
|  | Andrej Šiško             | Ruch Zjednoczonego Królestwa Słowenii | 16 636  | 2,21  |  |
|  | Boris Popovič            | Słowenia na Zawsze                    | 13 559  | 1,80  |  |
|  | Maja Makovec Brenčič     | Partia Nowoczesnego Centrum           | 13 052  | 1,73  |  |
|  | Suzana Lara Krause       | Słoweńska Partia Ludowa               | 5885    | 0,78  |  |
|  | Angela (Angelca) Likovič | Głos dla Dzieci i Rodzin              | 4418    | 0,59  |  |
|  | Głosy nieważne           |                                       | 5634    | –     |  |
|  | Razem                    |                                       | 757 898 | 100   |  |

### II runda
Według oficjalnych wyników, urzędujący prezydent Borut Pahor zwyciężył w drugiej rundzie zdobywając 53,09% głosów. Frekwencja wyniosła 42,13%.
|  | Kandydat       | Partia               | Głosy   | %     |
|  | -------------- | -------------------- | ------- | ----- |
|  | Borut Pahor    | Niezależny           | 378 307 | 53,09 |
|  | Marjan Šarec   | Lista Marjana Šareca | 334 239 | 46,91 |
|  | Głosy nieważne |                      | 9255    | –     |
|  | Razem          |                      | 721 801 | 100   |